# زوفرى
الزَّوْفَرَى أو الزُّوفَرَا أو الشَّوكية (باللاتينية: Echinophora) هو جنس نباتي من الفصيلة الخيمية.

## الأنواع
من أنواعه:
- الزوفرى الشائك (الاسم العلمي: Echinophora spinosa)
- الزوفرى القونيلي (الاسم العلمي: Echinophora tenuifolia)